# Morroa
Morroa es un municipio colombiano ubicado al noreste del departamento de Sucre, en la subregión de Montes de María, en el Caribe Colombiano. El municipio, de fácil acceso, está ubicado 10 km al nororiente de la ciudad de Sincelejo, capital del departamento de Sucre.
En este municipio nació Rubén Darío Salcedo, autor de "Fiesta en Corraleja".

## Toponimia
Se creía que el cacique que dominaba el territorio de Morroa se llamaba Morroy, pero se ha descubierto que el nombre del One (cacique) era Amé, y que el topónimo Morroa proviene de morro (cerro) y oa (agua), con lo que vendría a significar, aproximadamente, «Cerro del Agua».

## División Político-Administrativa
Su Cabecera municipal tiene 23 barrios: La Parroquia, La Cruz, Alta Cruz, Rincón Centro, Chambacú, Calle Baja, San Francisco, Candelaria, Rafael Núñez, Centenario, Los Olivos, San Blas, Palito, San Rafael, Nueve de Abril, El Desafío, La Tormenta, Sabanas de Medellín, Los Nogales, Villa Mar, Calle Nueva, Las Marianas y Villa Valentina.
Aparte de esta. Morroa tiene bajo su jurisdicción los siguientes Centros poblados:
- Bremen
- El Recreo
- El Rincón
- El Tolima
- El Yeso
- La Victoria
- Las Flores
- Pichillín
- Sabanas de Cali
- Sabaneta
- Tumbatoro

## Historia

### Formación del poblado
La población indígena que habitó el actual municipio de Morroa, perteneció a la familia lingüística caribe (finzenúes), y de ellos hereda la población actual su tradición artesanal. 
Se cree que los primeros conquistadores españoles llegaron a territorio de Morroa hacia el año 1533. Posteriormente llegaron los primeros habitantes negros, iniciándose el proceso de mestizaje.
En el año 1592, la Corona española dictó la Real Cédula que dio vida a los resguardos indígenas. Estas medidas surtituirán efectos en América a partir del año 1600 y particularmente favorece a los indígenas de Morroa, a quienes se les asignan sus tierras de resguardos, acción confirmada posteriormente por los oidores visitadores Juan de la Villabona (1610-1611) y Joaquín de Vargas Campuzano (1675), especialmente este último.
Morroa muy pronto llegó a ser un centro de una gran actividad económica, lo que posibilitó la formación de negocios comerciales y plantaciones. Este desarrollo alcanzado por Morroa en tan poco tiempo lo convirtió en un conglomerado de alguna importancia, y ya para el año 1684 el presbítero Fray Juan Gallegos vio la necesidad de decorar la parroquia de esta población con pinturas murales.
Para aquella época la población de Morroa era asiento de familias españolas de apellidos Domínguez, Narvaez y Salcedo, y el hecho de estar erigida eclesiásticamente en parroquia y tener un sacerdote asignado, indica que era un centro urbano de alguna importancia.

### Creación del municipio
Morroa fue elevado a la categoría de municipio mediante ordenanza del 27 de octubre de 1855 emanada de la honorable Asamblea del departamento de Bolívar y el Acto Administrativo correspondiente.
En 1928 un diputado de la vecina población de Corozal presentó un proyecto de ordenanza a la Asamblea de Bolívar bajando al municipio de Morroa a la categoría de corregimiento de Corozal. Este proyecto se tramitó a espaldas del pueblo, por lo que no hubo oposición, y el 28 de octubre de 1928 fue aprobada por esta corporación legislativa. El pueblo reaccionó airadamente, pues vio en esa ordenanza una injusticia y un desconocimiento de la historia de Colombia por parte de la corporación legislativa. Gracias a las acciones legales llevadas a cabo por iniciativa de los habitantes, se recuperó la categoría de municipio.

## Geografía

### Localización
El municipio de Morroa se encuentra ubicado en la subregión de los Montes de María, al noreste del departamento de Sucre, en la Costa Atlántica, al norte con la República de Colombia. Limitado por las Coordenadas Geográficas, 90°20′121” Latitud Norte y 75°18′31″ Latitud Occidental respecto al Meridiano de Greenwich y coordenadas planas X= 1’524.000, Y= 865.000 según restricciones Cartográficas del IGAC. 

### Límites
- Norte: Municipios de Toluviejo, Colosó y Los Palmitos.
- Sur: Municipios de Corozal y Sincelejo.
- Oriente:: Municipios de Corozal  y Los Palmitos.
- Occidente: Municipios de Toluviejo y Sincelejo.

### Hidrografía
En el municipio de Morroa hay algunos lagos como “El Venao”, ubicado a escasos 7 kilómetros del casco urbano y “ Maracay” en el corregimiento de El Yeso; no posee ciénagas, pero en el origen de los arroyos “La Muerte”, “La Montaña”, “Cambimba”, “El Bálsamo”, "Pichillín” y "Arenal”. En pleno corazón de los Montes de María existen pequeñas corrientes permanentes de agua, pero la gran mayor parte de la hidrografía está representada por los arroyos y arroyuelos de régimen transitorio en épocas de lluvias.
Morroa se caracteriza por su gran número de arroyos, situación que se debe principalmente a la topografía de la región (subregión Montes de María). Entre los principales arroyos se cuentan los siguientes: El Cocuelo, La Montaña, el Pedregal, Cansa viejo, El Yeso, Pajonal, Cascajal, Cambimba, Escobar, Asmón, Arenal, Alfiler, Pérez, Bálsamo, Palomar, Pichillín, La Muerte y Morroa.
Además de esto, Morroa posee la más grande riqueza en aguas subterráneas de toda la región sucreña, la cual está representada por el acuífero que lleva el mismo nombre de esta población (Morroa), del cual se abastecen diferentes poblaciones del departamento de Sucre, entre estas su capital. Este acuífero posee grandes expectativas de conservación hacia el futuro y se convierte en pieza clave del progreso de este municipio; otra característica especial de este cuerpo hídrico es que al ser extraída el agua del subsuelo, esta necesita poco tratamiento debido a la potabilidad con que se almacena en los depósitos naturales y a la poca contaminación que ha sufrido.

### Clima
El Municipio de Morroa presenta condiciones climáticas de bosque seco tropical, según la zona de vida de Holdridge. La determinación de las características meteorológicas se realizó basándose en los registros tomados de la estación meteorológica del IDEAM más cercana. La presencia de corrientes de aire y cargas de humedad provenientes del Occidente hacen que el municipio se presente algunas variaciones climáticas y mayor humedad en la zona correspondiente a las zonas ubicadas en los Montes de María.

### Temperatura
El promedio de temperatura para el Municipio de Morroa es de 27 °C, según los registros meteorológicos del IDEAM. Las variaciones que se presentan en la temperatura son insignificantes durante el día, pero en las noches los cambios son apreciables; los valores más altos se registran en la época seca o de verano (40 °C) y los más bajos en períodos de lluvia (12 °C).

## Demografía
El promedio de la población para el año 2011 del municipio de Morroa, según estadísticas tomadas de la ficha Municipal Web, estimó la población del municipio para el Año 2011 en 13.774 habitantes, con una tasa de crecimiento anual de 2.4%.
La población total actual proyectada es de 13.774 habitantes, según estadísticas del DANE; se toma la siguiente división basados en los datos para el año 2011, Datos del ficha Web DNP: zona urbana: 6.179 habitantes (49.7%), zona Rural: 7.595 habitantes (51.3%), Clasificados según géneros de la siguiente forma, Mujeres: 6.639 (48.2%) – Hombres: 7.135 (51.8%), Total: 13.774 habitantes.

## Cultura y tradiciones
Festival Nacional del Pito Atravesao: En junio de cada año se celebra en Morroa el Festival Nacional del Pito Atravesao; se le da este nombre ya que el instrumento musical característico de esta región es la flauta de millo, que tiene cuatro perforaciones u orificios, y que es usada en la música caribeña, principalmente en la cumbia, baile característico colombiano. La primera edición de este festival se dio en 1988, con los bailes que tenían lugar en las esquinas del pueblo y que se extendían hasta la mañana siguiente. Se empezó a pensar en una actividad que diera a conocer la música de los pitos, tambores, danza y al mismo tiempo fuera un reflejo de la cultura de esta región. Por esta razón se crearon desfiles y comparsas, en donde se premia a los participantes en distintas categorías; hay premios para las parejas que mejor bailan cumbia, pero no solo participan personas del departamento, sino que vienen parejas del Atlántico, Magdalena y Santander, entre otros. También hay premios para los mejores grupos de pito atravesao en modalidades infantil, tradicional y expertos.

"Fiestas Patronales en Honor a La Virgen de la Candelaria y San Blas"
Tienen lugar en el mes de enero y febrero, son las principales festividades del municipio de Morroa, las novenas comienzan desde el 23 enero hasta el 31 de enero, y las fiestas son los días 1,2,3, y 4 de febrero.
hay múltiples eventos durante esos días: procesiones, eucaristias, bailes, cabalgatas, fandango, conciertos, muestra gastronómica y artesanal, bandas de porro, fuegos piretecnicos entre otras activididades.
Los días insignes de las fiestas patronales son: 2 de febrero día de Nuestra Señora de la Candelaria, y el 3 de febrero día del patrono San Blas.

### Artesanía
Muchos de los habitantes de Morroa se dedican a tejer hamacas, lo que se constituye en una de las principales fuentes de ingreso de muchas familias morroanas. Esta actividad hizo posible el Record Guiness de la hamaca más grande del mundo.
Morroa es uno de los municipios con gran desarrollo artesanal en la producción de hamacas derivadas del hilo y el maguey. Además de hamacas, también se fabrican ponchos, bolsos, chancletas, monederos y fajas, entre otros productos.

## Gastronomía
Los principales platos típicos de Morroa son los siguientes:
- Pava de ají: Consiste en un ahogao de cebollas, tomate y ají "chivato"; puede prepararse según el grado de picante que se desee, y se puede acompañar de yuca, queso costeño y otros complementos.

- Mote de queso: Sopa de consistencia cremosa preparada con ñame, el cual le da la consistencia, queso costeño (queso hecho en la región norte de Colombia), y sazonado con cebolla, tomates, ajo y hojas de bleo.

- Chicha de maíz: Es una bebida suave de la fermentación no destilada del maíz, elaborada con medios artesanales.

## Estructura organizacional municipal
| Morroa       | Morroa      | Morroa                     |
| Departamento | Código DANE | Categoría municipal (2022) |
| ------------ | ----------- | -------------------------- |
| Sucre        | 70473       | Sexta                      |

- Personería: Es un centro del Ministerio Público de Colombia que ejerce, vigila y hace control sobre la gestión de las alcaldías y entes descentralizados; velan por la promoción y protección de los derechos humanos; vigilan el debido proceso, la conservación del medio ambiente, el patrimonio público y la prestación eficiente de los servicios públicos, garantizando a la ciudadanía la defensa de sus derechos e intereses.

El actual Personero municipal es x (2024-2027).
- Concejo Municipal: Es la suprema autoridad política del municipio. En materia administrativa sus atribuciones son de carácter normativo. También le corresponde vigilar y hacer control político a la administración municipal. Se regulan por los reglamentos internos de la corporación en el marco de la Constitución Política Colombiana (artículo 313) y las leyes, en especial la Ley 136 de 1994 y la Ley 1551 de 2012.

Constituido por 11 concejales por un periodo de 4 años.
- Alcaldía Municipal: En esta se encuentra la administración municipal y las entidades descentralizadas del municipio.

El alcalde se pronuncia mediante decretos y se desempeña como representante legal, judicial y extrajudicial del municipio. El actual alcalde municipal es Luis Germán Rodríguez (2024-2027), elegido por voto popular.
- 'JAL'. Sin constitución alguna en los corregimientos del municipio.

## Servicios públicos
- Energía Eléctrica: Afinia, del grupo EPM, es la empresa prestadora del servicio de energía eléctrica.
- Gas Natural: Surtigas es la empresa distribuidora y comercializadora de gas natural en el municipio.